# 2021 في تونس
فيما يلي قوائم الأحداث التي وقعت خلال عام 2021 في تونس.

## وفيات
- 5 يناير - منصر الرويسي، سياسي.[1]

الموسيقار أحمد عاشور

المخرجة مفيدة التلاتلي

- 22 يناير - محرزية العبيدي، هي سياسية ومترجمة فورية، من قيادات حركة النهضة.[2]
- 23 يناير - محمد الهادي الشريف، مؤرخ.
- 28 يناير - الشاذلي العياري، خبير اقتصادي ودبلوماسي.[3]
- 29 يناير - أحمد عاشور، مُلحن وقائد موسيقي.[4]
- 3 فبراير - عبد القادر الجربي، مخرج سينمائي.
- 7 فبراير - مفيدة التلاتلي، مخرجة سينمائية.[5]
- 23 فبراير - عثمان كشريد، سياسي.
- 16 مارس - أحمد المغيربي، لاعب كرة قدم.
- 26 مارس - سعد الدين الزمرلي، سياسي وطبيب.
- 20 أبريل - ليلى بحرية، سياسية.
- 3 مايو - البشير بن يحمد، صحفي.
- 18 مايو - زينب فرحات، ناشطة ثقافية.
- 23 مايو - أحمد المستيري، سياسي.
- 31 مايو - عبد السلام جراد، نقابي مناضل.
- 1 يونيو - هشام جعيط، مؤرخ ومفكر.
- 24 يونيو - هند شلبي، باحثة في علوم القرآن.
- 29 يونيو - دلندة عبدو، ممثلة.
- 2 يوليو - محمد نجيب بالريش، سياسي.
- 20 يوليو - حمادي غوار، ممثل ومسرحي.
- 16 أغسطس - عمران صادق، ملاكم.
- 4 أكتوبر - محمد علي بوليمان، سياسي.
- 23 أكتوبر - عبد الباقي الهرماسي، سياسي ووزير.
- 25 أكتوبر - عبد المجيد شاكر، سياسي ووزير.
- 18 ديسمبر - توفيق البحري، ممثل.